# Atherigona longipalpis
Atherigona longipalpis är en tvåvingeart som beskrevs av Malloch 1923. Atherigona longipalpis ingår i släktet Atherigona och familjen husflugor.
Artens utbredningsområde är Guam. Inga underarter finns listade i Catalogue of Life.